# Dinsmore Alter
Dinsmore Alter (28 de marzo de 1888 - 20 de septiembre de 1968) fue un militar estadounidense. Autor de un Atlas Lunar, es reconocido por sus trabajos en meteorología y astronomía, que desarrolló en su mayor parte desde el Observatorio Griffith.

## Primeros años
Alter nació en Colfax (Washington) y asistió a la universidad en el Westminster College en Pensilvania. Después de graduarse en 1909 como B.S., se casó con Ada McClelland. La pareja tendría una hija, Helen.

## Carrera
Realizó sus estudios de posgrado en el Universidad de Pittsburgh y obtuvo una maestría en astronomía con estudios adicionales en el campo de la meteorología. En 1911, se convirtió en instructor en la Universidad de Alabama, enseñando física y astronomía. Al año siguiente se convirtió en profesor asistente, y en profesor adjunto en 1913.
En 1914, se mudó a la Universidad de California en Berkeley, enseñando astronomía mientras estudiaba para su doctorado. Obtuvo su doctorado en astronomía en 1916. En 1917, se convirtió en profesor asistente de astronomía en la Universidad de Kansas. Sin embargo, cuando los Estados Unidos entraron en la Primera Guerra Mundial, se tomó un tiempo libre para servir como mayor en el Ejército de los Estados Unidos.
Después de regresar de la guerra, se reincorporó a la Universidad de Kansas, donde permanecería durante casi 20 años. Fue ascendido a profesor asistente en 1919, y a profesor en 1924.
Desde 1925 hasta 1927, desempeñó el cargo de vicepresidente de la American Meteorological Society. Posteriormente recibió una Beca Guggenheim y pasó dos años estudiando astronomía en Gran Bretaña. En 1935, se despidió de la Universidad de Kansas y se convirtió en director del Observatorio Griffith. Un año más tarde renunció a su cátedra para seguir siendo director del observatorio. También trabajó como asociado de investigación en el Instituto de Tecnología de California en Pasadena durante el mismo período.
Después de que los EE. UU. entraran en la Segunda Guerra Mundial, dejó de nuevo su puesto para alistarse en las fuerzas armadas durante cuatro años. Se convirtió en coronel y sirvió en una división de transporte. Siguió siendo miembro de la reserva del ejército después de la guerra, siendo instructor en Fort MacArthur, Los Ángeles.
Sus estudios anteriores se habían centrado en la observación solar, pero después de la guerra se concentró en la Luna. A medida que su experiencia aumentaba, se convirtió en una autoridad en la geología de la Luna, incluida su superficie e historia. También se mantuvo involucrado en la investigación de la astronomía, y en 1950 fue nombrado presidente de la Sociedad Astronómica del Pacífico.
En 1956, utilizó el reflector de 60" en el Observatorio del Monte Wilson para observar un oscurecimiento peculiar en una parte del suelo del cráter Alphonsus, noticia que fue objeto de difusión mundial. Este tipo de eventos pasó a llamarse posteriormente fenómenos lunares transitorios.
Durante 1958, alcanzó la edad de jubilación obligatoria, y se retiró oficialmente el 31 de marzo. Fue sucedido por Clarence H. Cleminshaw, que había sido director asociado del observatorio.
Sin embargo, se mantuvo activo durante su retiro, escribiendo varios libros sobre astronomía y realizando servicios de consultoría. También ocupó el cargo de Director Emérito del Observatorio Griffith.

## Premios y distinciones
- Miembro de la Real Sociedad Astronómica.
- Beca Guggenheim, 1929-1930.
- Doctor honoris causa, Monmouth College, 1941.
- Premio G. Bruce Blair, 1958.
- Premio de Literatura Aeroespacial Pendray, 1965.
- El cráter lunar Alter lleva su nombre.[6]

## Obras seleccionadas
- Alter, Dinsmore. "Application of Marvin's Periodocrite to Rainfall Periodicity" (Aplicación del Periodocrito de Marvin a la Periodicidad de la Lluvia) Lawrence, Kan: University of Kansas, 1920. OCLC 10874962
- Alter, Dinsmore. "A Critical Test of the Planetary Hypothesis of Sun Spots" (Una prueba crítica de la hipótesis planetaria de las Manchas Solares) Monthly Weather Review, 1929, April.
- Alter, Dinsmore, & Clarence H. Cleminshaw, "Palomar Observatory" (Observatorio Palomar), Los Angeles, Griffith Observatory.
- Alter, Dinsmore. "Introduction to Practical Astronomy" (Introducción a la Astronomía Práctica), New York, Crowell, 1933. OCLC 1166649
- Alter, Dinsmore. "Introduction to the Moon" (Introducción a la Luna), Los Angeles, Griffith Observatory, 1958. OCLC 3192616
- Alter, Dinsmore. "Pictorial Guide to the Moon" (Guía Pictórica de la Luna), London, Arthur Barker Ltd., 1963.
- Alter, Dinsmore. "Lunar Atlas" (Atlas Lunar), North American Aviation, 1964. OCLC 7917095
- Alter, Dinsmore, Clarence H. Cleminshaw, and John G. Phillips, "Pictorial astronomy" (Astronomía Pictórica), New York, Crowell, 1974.